# 朗斯代爾 (阿肯色州)
朗斯代爾（英語：Lonsdale）是一個位於美國阿肯色州加蘭縣的市鎮。

## 地理
朗斯代爾的座標為34°32′41″N 92°48′40″W / 34.54472°N 92.81111°W，而該地的平均海拔高度為130米（即427英尺）。

## 人口
根據2020年美國人口普查的數據，朗斯代爾的面積為1.05平方千米，皆為陸地。當地共有人口103人，而人口密度為每平方千米98人。